# Epimelitta meliponica
Epimelitta meliponica là một loài bọ cánh cứng trong họ Cerambycidae.